# Melgar de Arriba
Melgar de Arriba é um município da Espanha na província de Valladolid, comunidade autónoma de Castela e Leão, de área 35,00 km² com população de 255 habitantes (2007) e densidade populacional de 7,74 hab/km².

## Demografia
| Variação demográfica do município entre 1991 e 2004 | Variação demográfica do município entre 1991 e 2004 | Variação demográfica do município entre 1991 e 2004 | Variação demográfica do município entre 1991 e 2004 |
| --------------------------------------------------- | --------------------------------------------------- | --------------------------------------------------- | --------------------------------------------------- |
| 1991                                                | 1996                                                | 2001                                                | 2004                                                |
| 334                                                 | 322                                                 | 297                                                 | 271                                                 |